# Jack B. Kubisch
Jack Bloom Kubisch (* 5. November 1921 in Hannibal, Missouri; † 7. Mai 2007 in Southern Pines, Moore County, North Carolina) war ein US-amerikanischer Diplomat, der unter anderem zwischen 1973 und 1974 Assistant Secretary of State for Inter-American Affairs sowie von 1974 bis 1977 Botschafter der Vereinigten Staaten in Griechenland war.

## Leben

### Studium, Zweiter Weltkrieg und Eintritt in den diplomatischen Dienst
Jack Bloom Kubisch war der Sohn des in Missouri geborenen Harry Kubisch, dessen Eltern aus Deutschland in die USA eingewandert waren, sowie der in New York City geborenen Bertha Kubisch, die rumänisch-deutscher Abstammung war. Nach dem Schulbesuch begann er ein grundständiges Studium an der Central Methodist University (CMU) sowie der University of Missouri, welches er 1942 mit einem Bachelor of Arts (BA) beendete. Nach dem Eintritt der Vereinigten Staaten in den Zweiten Weltkrieg am 11. Dezember 1941 trat er während des Studiums in die US Navy ein und wurde nach seinem Studienabschluss zum Fähnrich (Ensign) ernannt. Während einer Tätigkeit als Dozent an der University of Notre Dame absolvierte er eine Offiziersausbildung und diente zum Ende des Zweiten Weltkrieges während des Pazifikkrieges zwischen 1944 und 1945 an Bord des Schlachtschiffes New York sowie des Kreuzers Guam. In diesen Verwendungen nahm er an der Rückeroberung der Philippinen (20. Oktober 1944 bis 2. September 1945), der Schlacht um Iwojima (19. Februar bis 26. März 1945) sowie der Schlacht um Okinawa (1. April bis 30. Juni 1945) teil, wobei er zuletzt als Kapitänleutnant (Lieutenant) Landungsoffizier war.
Nach Kriegsende absolvierte Kubisch ein postgraduales Studium an der Harvard Business School und trat im Anschluss in den diplomatischen Dienst (US Foreign Service) ein. 1947 wurde er Mitarbeiter der Botschaft in Brasilien und war im Anschluss zwischen 1949 und 1950 an der Botschaft in Frankreich tätig, wo er als Assistent von W. Averell Harriman in der für den Marshallplan zuständigen Economic Cooperation Administration (ECA) tätig war. Im Anschluss schied er aus dem diplomatischen Dienst aus und war als Exportmanager von Bendix Home Appliances in South Bend und Präsident von Great Northern Distributors, Inc. mehr als zehn Jahre in der Privatwirtschaft tätig. 1961 trat er zunächst als Mitglied der Foreign Service Reserve wieder in den diplomatischen Dienst ein und war zunächst stellvertretender Direktor der US-Operationsmission in Colombo, aus dem später die örtliche Vertretung der US Agency for International Development (USAID) hervorging. Im Anschluss fungierte er zwischen 1962 und 1964 als Direktor der USAID-Vertretung in Rio de Janeiro mit dem persönlichen Rang eines Gesandten. 1964 wurde er als Foreign Service Officer (FSO) wieder formell in den diplomatischen Dienst übernommen und fungierte nunmehr als Botschaftsrat für wirtschaftliche Angelegenheiten sowie weiterhin als Leiter der USAID-Vertretung in Rio de Janeiro.
Nach seiner Rückkehr in die USA übernahm Jack B. Kubisch zwischen 1965 und 1969 den Posten als Leiter des Referats für Brasilien (Office of Brazilian Affairs) sowie daraufhin von 1969 bis 1971 als Ständiger Vertreter des Botschafters (Deputy Chief of Mission) in Mexiko. 1971 kehrte er zur Botschaft in Frankreich zurück und fungierte dort bis 1973 als Geschäftsträger (Chargé d’affaires) als Assistent bei den Verhandlungen zum Abkommen über die Beendigung des Krieges und die Wiederherstellung des Friedens in Vietnam. Daneben war er im Außenministerium (US State Department) Beauftragter für die Aufnahme diplomatischer Beziehungen zwischen der Volksrepublik China und den USA, die zunächst zur Einrichtung von Verbindungsbüros in Washington, D.C. und Peking führten.

### Assistant Secretary of Stateund Botschafter in Griechenland
Am 23. Mai 1973 wurde Kubisch als Assistant Secretary of State for Inter-American Affairs zum Leiter der Unterabteilung Interamerikanische Angelegenheiten ernannt und übernahm diese Funktion als Nachfolger von Charles A. Meyer offiziell am 29. Mai 1973. Dieses Amt behielt er bis zum 4. September 1974 und wurde daraufhin am 7. Oktober 1974 von William D. Rogers abgelöst. Er war zudem Koordinator der Allianz für den Fortschritt (Alliance for Progress), ein Abkommen zur ökonomischen Zusammenarbeit zwischen Nord- und Südamerika, das 1961 vom damaligen US-Präsidenten John F. Kennedy initiiert wurde.
Im Anschluss wurde Jack B. Kubisch am 23. August 1974 Botschafter der Vereinigten Staaten in Griechenland, wo einen Monat zuvor die Militärdiktatur geendet hatte, und übergab dort am 26. September 1974 als Nachfolger von Henry J. Tasca seine Akkreditierung. Er verblieb auf diesem Posten in Athen bis zum 19. Juli 1977 und wurde von Robert J. McCloskey abgelöst. Nach seiner Rückkehr übernahm er von 1977 bis zu seinem Eintritt in den Ruhestand 1979 als Stellvertreter von Generalleutnant Robert G. Gard Jr. das Amt als Vizepräsident der National Defense University (NDU) in Fort Lesley J. McNair. Für seine Verdienste erhielt er den Titel Career Minister und die Meritorious Civilian Service Medal. Ferner wurde er zum Kommandeur der Ehrenlegion ernannt.
Nach seinem Eintritt in den Ruhestand war Kubisch als Berater des Außenministeriums tätig und wurde am 22. September 1980 von Präsident Jimmy Carter im Range eines Botschafters zum Unterhändler für einen Folgevertrag zum Freundschafts- und Kooperationsvertrag zwischen den Vereinigten Staaten und Spanien ernannt, der im September 1981 auslief. Danach engagierte er sich noch als Vorsitzender des Kuratoriums der National Defense University, als Berater des Council on Foreign Relations, als Vorstandsmitglied der Panamakanal-Gesellschaft und als Woodrow Wilson Fellow, aus dem das heutige The Institute for Citizens & Scholars hervorging, eine überparteiliche, gemeinnützige Institution mit Sitz in Princeton, deren Ziel es ist, die Demokratie zu stärken, indem sie „Talente, Ideen und Netzwerke fördert, die lebenslange, leistungsfähige Bürger hervorbringen“.

### Privates
Jack B. Kubisch war seit dem 28. Dezember 1944 mit Constance „Connie“ Linn Rippe Kubisch (1922–2019) verheiratet. Aus dieser Ehe gingen vier Kinder hervor. Nach seinem Tode wurde er auf dem Nationalfriedhof Arlington beigesetzt.